# 独立東部特殊作戦センター (ウクライナ特殊作戦軍)
独立東部特殊作戦センター (どくりつとうぶとくしゅさくせんセンター、ウクライナ語: Окремий центр спеціальних операцій «Схід»、正式名称:勇敢なるスヴャトスラフ王子名称独立東部特殊作戦センター(ウクライナ語: Окремий центр спеціальних операцій «Схід» імені князя Святослава Хороброго) は、ウクライナ特殊作戦軍に所属するウクライナの特殊部隊。

## 歴史
1991年10月11日にウクライナが独立すると、ソ連軍スペツナズ第10独立特殊任務旅団の人員は、ウクライナ国民への忠誠の誓いを立てた。1997年秋まで、旅団は第32軍団指揮下にあった。
1998年6月3日、ウクライナ国防大臣令により、第1独立特務連隊に再編された。

第3独立特務連隊章

2000年9月7日、第1独立特務連隊は第3独立特務連隊に改名され、2003年7月にスタルイクリム市からクロピヴニツキー市 （当時はキロヴォグラド）に移転した。

### ドンバス戦争
2014年6月、連隊の兵士たちはバフムートにある装甲兵器の保管基地を防衛した。
連隊の10人の戦闘員とグループ指揮官のセルヒイ・リシェンコ中佐が戦闘で死亡した。
連隊は2014年にウクライナとロシアの国境での戦闘に参加した。 2台の装甲兵員輸送車に乗ったユーリー・コヴァレンコ指揮下のグループは、コジェブナ近くのミウス川渡河を指揮した後、ウクライナ軍に情報を提供した。ディブロフカの近くで、グループは敵の待ち伏せ部隊を発見し、戦闘が続いた。特殊部隊員1名が死亡、8名が負傷、救援のために2機のMi-24が出動したが、武装勢力に壊滅的な打撃を与えた。
2018年、連隊は名誉称号「勇敢なるスヴャトスラフ王子」を授与された。
2019年、Армія FMは連隊がすぐにSSOの独立センター「SHYD」に移管されると報告した。
2021年12月6日、ウクライナ軍創設30周年を記念して、後方支援の一環として米国から提供された13台の軽装甲ハンヴィー車が連隊に移管された。
2022年7月29日、ウォロディミル・ゼレンスキー大統領より、「勇気と勇敢さに対する名誉賞」を授与された。
同センターは、防御作戦の開始から終了までアヴディエフの戦いに参加した。同センターには、偵察と監視、歩兵の火力支援、FPVドローンの制御、砲兵と航空の調整、強襲作戦、狙撃任務、採掘などの多くの任務が割り当てられた。

## 司令官
イワン・ヤクベツ大佐 - 1992年〜1996年
セルヒー・ドクチャエフ大佐 - 1996年〜1997年
ヴィタリー・ピクリン大佐 - 2016年まで
オレクサンドル・トレパク大佐 - 2016年〜2020年
ミハイロ・クラソチン大佐 - 2020年〜

## 損失
ウクライナ語版ウィキペディアの第3特務連隊の損失を参照。